# Saeed Al Kass
Saeed Hassan Salem Al Kass (arabe : سعيد حسن سالم الكاس) (né le 20 février 1976 à Dibba Al-Hisn aux Émirats arabes unis) est un joueur de football international émirati, qui évoluait au poste d'attaquant.

## Biographie

### Carrière en sélection
Avec l'équipe des Émirats arabes unis, il joue 47 matchs (pour 10 buts inscrits) entre 2000 et 2011. 
Il figure notamment dans le groupe des sélectionnés lors des Coupes d'Asie des nations de 2007 et de 2011.

## Palmarès
| Sharjah SC - Coupe des Émirats arabes unis (1) : - Vainqueur : 2002-03. - Finaliste : 2005-06. |  | Al Wasl - Coupe du golfe des clubs champions (1) : - Vainqueur : 2009-10. |